# Colombia en la Copa América 1987
La Selección de fútbol de Colombia participó de la Copa América 1987, que se realizó en Argentina. El combinado "cafetero" integró el Grupo C también compuesto por Bolivia y Paraguay. Tras sendas victorias en fase de grupos, el 8 de julio fue derrotada por la Selección de fútbol de Chile, en un partido donde Arnoldo Iguaran se retiró lesionado. En su partido final, Colombia derrotó por 2 a 1 a la Selección de fútbol de Argentina, finalizando así en el tercer puesto del torneo. El goleador del equipo fue Arnoldo Iguaran con cuatro goles.

## Jugadores
Datos corresponden a situación previo al inicio del torneo
| #     | Nombre                  | Posición           | Club                   |
| ----- | ----------------------- | ------------------ | ---------------------- |
| 1     | René Higuita            | Arquero            | Atlético Nacional      |
| 12    | Mario Jiménez           | Arquero            | Deportes Quindío       |
| 2     | Luis Carlos Perea       | Defensa            | Independiente Medellín |
| 3     | Nolberto Molina         | Defensa            | Atlético Nacional      |
| 4     | Luis Fernando Herrera   | Defensa            | Atlético Nacional      |
| 5     | Carlos Mario Hoyos      | Defensa            | Deportivo Cali         |
| 14    | Alexis Mendoza          | Defensa            | Junior                 |
| 16    | Jorge Porras            | Defensa            | América de Cali        |
| 8     | Leonel Álvarez          | Mediocampista      | Independiente Medellín |
| 17    | Mario Alberto Coll      | Mediocampista      | Junior                 |
| 20    | Alexander Escobar Gañán | Mediocampista      | América de Cali        |
| 18    | Gabriel Jaime Gómez     | Mediocampista      | Millonarios            |
| 6     | José Ricardo Pérez      | Mediocampista      | Atlético Nacional      |
| 10    | Carlos Valderrama       | Mediocampista      | Deportivo Cali         |
| 11    | Bernardo Redin          | Centrocampista     | Deportivo Cali         |
| 15    | Sergio Angulo           | Delantero          | Deportivo Cali         |
| 7     | Antony de Ávila         | Delantero          | América de Cali        |
| 9     | Juan Jairo Galeano      | Delantero          | Atlético Nacional      |
| 19    | Arnoldo Iguaran         | Delantero          | Millonarios            |
| 13    | John Jairo Téllez       | Delantero          | Atlético Nacional      |
| D. T. | Francisco Maturana      | Francisco Maturana | Francisco Maturana     |

## Participación

#### Grupo C
| Equipo   | Pts | PJ | PG | PE | PP | GF | GC | Dif |
| -------- | --- | -- | -- | -- | -- | -- | -- | --- |
| Colombia | 4   | 2  | 2  | 0  | 0  | 5  | 0  | +5  |
| Bolivia  | 1   | 2  | 0  | 1  | 1  | 0  | 2  | –2  |
| Paraguay | 1   | 2  | 0  | 1  | 1  | 0  | 3  | –3  |

| 1 de julio de 1987 | Colombia                     | 2:0 (1:0) | Bolivia | Estadio Gigante de Arroyito, Rosario                             |                                                                  |
|                    | Valderrama 34' · Iguarán 89' |           |         | Asistencia: 5 000 espectadores Árbitro(s): Gastón Castro (Chile) | Asistencia: 5 000 espectadores Árbitro(s): Gastón Castro (Chile) |

| 5 de julio de 1987 | Colombia             | 3:0 (2:0) | Paraguay | Estadio Gigante de Arroyito, Rosario                                       |                                                                            |
|                    | Iguarán 8', 34', 50' |           |          | Asistencia: 10 000 espectadores Árbitro(s): Francisco Lamolina (Argentina) | Asistencia: 10 000 espectadores Árbitro(s): Francisco Lamolina (Argentina) |

#### Semifinales
| 8 de julio de 1987 | Chile                    | 2:1 (0:0, 0:0) (t. s.) | Colombia          | Estadio Olímpico de Córdoba, Córdoba                                      |                                                                           |
|                    | Astengo 106' · Vera 108' |                        | 103' (pen.) Redín | Asistencia: 10 000 espectadores Árbitro(s): Romualdo Arppi Filho (Brasil) | Asistencia: 10 000 espectadores Árbitro(s): Romualdo Arppi Filho (Brasil) |

#### Tercer puesto
| 11 de julio de 1987 | Argentina    | 1:2 (0:2) | Colombia               | Estadio Monumental, Buenos Aires                                        |                                                                         |
|                     | Caniggia 86' |           | 8' Gómez · 27' Galeano | Asistencia: 15 000 espectadores Árbitro(s): Bernardo Corujo (Venezuela) | Asistencia: 15 000 espectadores Árbitro(s): Bernardo Corujo (Venezuela) |

## Goleadores
| Jugador             | Goles anotados | Asis. | PJ |   |
| Arnoldo Iguaran     | 4              | 0     | 3  | - |
| Carlos Valderrama   | 1              | 3     | 4  | - |
| Juan Jairo Galeano  | 1              | 2     | 4  | - |
| Bernardo Redin      | 1              | 1     | 4  | - |
| Gabriel Jaime Gomez | 1              | 0     | 1  | - |
| Anthony de Ávila    | 0              | 1     | 3  | - |
| ------------------- | -------------- | ----- | -- | - |